# Mariano Socini il vecchio
Mariano Socini il vecchio (scritto anche Soccini, Sozzini, Socino), latinizzato come Marianus Socinus [senior] (Siena, 1401 – Siena, 1467) è stato un giurista italiano cittadino senese del XV secolo.
È detto "il vecchio" per distinguerlo dal nipote omonimo, anch'egli giurista, nato nel 1482.

## Biografia
Il primo membro noto della sua famiglia era il banchiere Sozzo di Percenna nel comune di Buonconvento noto nel 1294, il cui figlio, Mino Sozzi, notaio del castello di Percenna, venne a stabilirsi come notaio a Siena nel 1304; morì nell'aprile del 1340 e sua moglie Gherarda nel 1348. Suo nipote, Sozzino (morto nel 1403) è il fondatore della linea di patrizi legali senesi. 
Mariano Socini il vecchio era figlio di Sozzino Sozzini e Eufrasia Ducci di una nobile famiglia di Siena.  Fu il primo membro della famiglia a studiare e insegnare diritto. Probabilmente acquisì i suoi primi diplomi universitari a Siena tra il 1425 e il 1427. Iniziò a insegnare diritto canonico come lettore nel 1425, poi come professore nel 1427. Insegnò diritto per quasi 40 anni a Siena. 
Scrisse numerosi testi su questioni legali che furono stampati nel XV e XVI secolo. Fu principalmente un canonista, ma era anche interessato allo studio del diritto civile. Veniva spesso consultato. La sua influenza nell'ambito della curia romana aumentò quando uno dei suoi ex allievi, Enea Silvio Piccolomini, divenne papa Pio II nel 1458. 
Si interessò anche di storia, poesia, pittura e scultura, ma le sue pubblicazioni artistiche sono andate in gran parte perdute.
All'indomani della sua morte sopraggiunta nel 1467, per la sua tomba fu realizzato un importante monumento in bronzo, opera del Vecchietta, collocato nella chiesa di San Domenico a Siena, poi esposto Museo nazionale del Bargello di Firenze.
Il figlio Bartolomeo (1436-1507) fu a sua volta un eminente giurista, chiamato «il Papiniano del suo tempo», che insegnò diritto romano a Siena e in altre università, come pure il nipote Mariano detto "il giovane".

## Famiglia
- Sozzo, banchiere a Percenna (comune di Buonconvento), nel 1294[4], 
  - Ser Mino, notaio presso il castello di Percenna, a Siena nel 1304, 
    - Giovanni, capitano del popolo nel 1351 e 1356, capitano dei Dodici nel 1361, 1363 e 1367, comandò la Compagnia Bianca nel 1364, morì nel 1374, 
      - Sozzino che visse nella contrada di Pontaneto, considerato il capo della famiglia, fu ambasciatore ad Arezzo, morì nel 1403, 
        - Giovanni Socini, sposato nel 1407 con Marianna Verdelli, morì nel 1427, 
          - Pietro Sozzini, sposato nel 1443 con Vangelista del Golia o Zuccantini, 
            - Alessandro Sozzini, sposato nel 1487 con la vedova di Alessandra Guelfi del conte Giovanni Savini, 
              - Girolamo Sozzini, deceduto nel 1545, 
                - Giovanni Battista Sozzini, nato nel 1525, fu allievo di Bartolomeo Neroni il Riccio, pittore e decoratore, artista di stucchi e medaglie. Morì nel 1582,
                - Alessandro Sozzini (1518-1608), Operajo del duomo nel 1554, tre volte gonfaloniere, capitano del popolo nel 1579, lasciò un diario della guerra di Siena tra il 1550 e il 1555

        - Mariano Socini il vecchio
          - Bartolomeo Socini (1436-1507)
          - N.N. 
            - Mariano Socini il giovane (1482-1556), sposato con Camilla Salvetti, 
              - Alessandro Sozzini (1508-1541) a sua volta avvocato, 
                - Fausto Sozzini (1539-1604), teologo e riformatore, sposato con Elżbietą Morsztyn († 1587) 
                  - Agnese Sozzini o Agnieszka Sozzini (1587-1654) sposata con Stanisław Wiszowaty 
                    - Benedykt Wiszowaty sposato con Katarzyna Przypkowska 
                      - Andreas Wissowatius (Andrzej Wiszowaty) (1608-1678), teologo unitario

                    - Teodor Wiszowaty

                - Filide Sozzini (1540-1568)

              - Celso Sozzini (1517-1570) a sua volta giurista giurista, sposato nel 1549 nel primo matrimonio con Albina Bulgarini con una dote di 3 000 fiorini, e secondo matrimonio con Lucrezia Sabbatini, di Bologna, aveva il titolo di conte palatino sebbene accusato d'eresia, 
                - Niccolò Sozzini (1605-1685) fu membro degli Intronati sotto il nome de Il Gelido, gonfaloniere di terzo di San Martino nel 1642, sposato nel 1635 con Caterina Savini, era amico di Mattias de' Medici, 
                  - Alessandro Sozzini (nato nel 1635) era un membro degli Intronati sotto il nome de il Giovale, canonico e revisore dei conti del cardinale Giacomo Filippo Nini,
                  - Galgano Sozzini (1638-1711), membro degli Intronati, capitano del popolo nel 1676, sposato nel 1673 Faustina Chigi (deceduta nel 1722), 
                    - Niccolò Maria Sozzini (1674-1755) membro degli Intronati sotto il nome de Il Serotino, sposato nel 1705 con Agnese Piccolomini de Triana 
                      - Bartolomeo Orazio Sozzini (1722-), ultimo membro di questo ramo della famiglia Sozzini

                - Mariano Sozzini (1613-1680), membro dei Filomati con il nome di Circospetto. Entrò a Roma nell'Ordine dell'Oratorio e morìin odore di santità

              - Camillo Sozzini (nato nel 1520)
              - Cornelio Sozzini (morto nel 1586), umanista,
              - Lelio Sozzini (1525-1562), umanista
              - Dario Sozzini

Pietro Sozzini lasciò Siena a seguito di disordini politici per stabilirsi a Bellinzona, dove morì nel 1456. Fondò il ramo della famiglia Sozzini che si stabilì a Basilea sotto il nome di Socin quando Beneditto Sozzini (1536-1602) dovette lasciare Bellinzona per stabilirsi a Basilea. Emanuel Socin (1628-1717) fu sindaco di Basilea.

## Opere
Scrisse importanti consilia, raccolti in 4 volumi.
- Prima Pars conciliorum, Lione, Apud Iacobum Giunta, 1546.
- Consiliorvm Sev Potivs Responsorvm, Volvmen Qvartvm, Venezia, 1571.
- Consiliorum sue mavis responsorum Mariani Socini senioris, Bartholomæi que filii seniensum, volumen quintum, Venezia, 1594.
- Mariani Socini Senioris Senensis Admirabilia Commentaria Svper Prima Parte Libri Qvinti Decretalivm, Parma, 1575.
- Mariani Socini Senioris Senensis Nova, Et Vtilissima Commentaria Super secunda parte libri quinti Decretalium, Parma, 1574.
- Responsa non Delfica sed Celestia, 1502.
- Mariani Socini Senesis Svper Decretales tractatus, ad hæc vsque tempora negligenter adeò Impressi, vt potius in eis legendis diuinare liceret, quàm authoris mentem co [n] cipere: nunc iam typis nouis recusi, totisque (quod aiunt) oculis relecti & castigati, prodeunt, 1547.
- De judiciis & jurisdictione
- De Foro competenti, De Libelli oblatione, De Mutuispetitionibus, 1494.
- Tractatus utilis quotidianus & practicabilis de citationibus preclarissimi, 1493.
- Repetitio capituli "Ad audientiam" de homicidio (Decretal. V, 12, 12), Pisa, 1494.
- Repetitio capituli "Fraternitatis De testibus", Siena, 1495.
- Tractatus de materia oblationium, Milano, 1486.
- Repetitio capituli "Sententiam sanguinis" super materia irregitatis (Decretal, III, 50, 9), Perugia, 1475.
- Recollectae super quibusdam libri II Decretalium, copia delle lezioni impartite da Mariano Socini all'Università di Siena tra il 1451 e il 1454.